# Kechnec
Kechnec je obec na Slovensku v Košickém kraji v okrese Košice-okolí. Nachází se dva kilometry od maďarské státní hranice a se sousední Seňou, se kterou tvoří společný intravilán. V letech 1964 až 1990 byly spojeny i administrativně – do roku 1986 jako Hraničná pri Hornáde, v letech 1986 až 1990 jako Seňa. V katastrálním území Kechnec se nachází nový a prosperující průmyslový park.

## Polohopis
Obec se nachází v jižní části okresu Košice-okolí, přibližně dvacet kilometrů jižně od Košic. Nedaleko se nachází maďarská státní hranice i hraniční přechod na cestě I/68 Milhosť-Tornyosnémeti.

## Dějiny
Archeologické nálezy z okolí Kechnece potvrzují, že první osídlení tohoto území bylo již v paleolitu. První písemná zmínka o obci je však mladší – z roku 1220, kdy se obec uvádí pod názvem Felnemet. Na majetcích panovníka na dolním toku Hornádu, ke kterému patřilo i území Kechnece se na přelomu 12. a 13. století usadili němečtí kolonisté. Odtud pravděpodobně pochází i první historicky doložený název obce Felnemet. Sousední obce, které dnes leží v Maďarsku, mají podobné názvy – Tornyosnémeti a Hidasnémeti.
V roce 1338 král Zikmund Lucemburský daroval Kechnec za věrnost a vojenské zásluhy županu Petrovi z nedaleké obce Perín-Chym. V darovací listině se obec vyskytuje pod názvem Felnemethy alio domine Kemnech. V následujících stoletích se název obce měnil jen částečně – v roce 1560 Kenyhecz Nempty a až v 17. století se ustálil na Kenyhecz, který se používal až do roku 1920. V uherském geografickém lexikonu z roku 1851 se obec uvádí jako maďarsko-slovenská s 579 obyvateli. Statistika z roku 1910 vykazovala v Kechneci 473 obyvatel, z toho bylo 425 Maďarů, 39 Slováků, 8 Němců a 1 Rom
V roce 1918 de facto a v roce 1920 i de iure obec připadla Československu a její název Kenyhecz byl změněn na Keňhec. V období let 1938 až 1945 byl Kechnec součástí horthyovského Maďarska, ale po druhé světové válce znovu připadl Československu. V roce 1945 se název obce upravil na Kehnec a v roce 1948 do současné podoby.
V období let 1964 až 1986 byl Kechnec součástí uměle vytvořené obce Hraničná pri Hornáde, ve které byly seskupeny tři obce – kromě Kechnece ještě Milhosť a Seňa. V roce 1986 se obec osamostatněním Milhosti rozpadla a Seňa s Kechnec vytvořily obec Seňa. V roce 1990 se obec Kechnec osamostatnila, čímž se administrativní hranice obcí v okolí dostaly do stavu před rokem 1964.

## Obyvatelstvo
Podle sčítání obyvatel z roku 2001 žilo v Kechněci 876 obyvatel, z toho bylo 731 (83,5 %) slovenské, 133 (15 %) maďarské a 1 romské národnosti.

## Partnerské obce
- Išaseg, Maďarsko